# Florica Demion
Florica Demion (n. 28 martie 1913, Lespezi, Iași – d. 1 septembrie 1962, București) a fost o actriță română de teatru și film.
A făcut parte din trupa Teatrului Tineretului din București. Trupul ei a fost incinerat la 3 septembrie 1962 la Crematoriul Cenușa din București.

## Distincții
- Medalia Muncii (6 august 1956) „cu ocazia împlinirii a cinci ani de activitate a Teatrului Tineretului și pentru merite deosebite în activitatea artistică”[4]

## Filmografie
- Ziua cumpătării (1942)[5]
- O noapte furtunoasă (1943) - Zița[6]
- Visul unei nopți de iarnă (1946)[6]
- Vizita (sm, 1952) - doamna Popescu[7]
- Directorul nostru (1955) - Aglăița[6]